# Me at the Zoo
Me at the Zoo (estilitzada com a ME @ THE ZOO) és una pel·lícula documental de 2012 dirigida per Chris Moukarbel i Valerie Veatch i protagonitzada per Cara Cunningham, llavors coneguda com a Chris Crocker. Me at the Zoo fa una ullada al vídeo d’un jove bloguer d’una petita vila de Tennessee. El documental aprofundeix en la vida de Cunningham, que es va fer famosa Internet a través de nombrosos vídeos públics, sobretot el seu vídeo "Leave Britney Alone", que va cridar l'atenció dels mitjans de comunicació. La pel·lícula també explora com l'ús compartit de vídeos i les xarxes socials han donat forma a la manera com la gent comparteix les seves històries i segueix la seva vida. El 17 de gener de 2012, HBO Documentary Films va assegurar els drets de difusió dels EUA de la pel·lícula. Es va estrenar al Festival de Cinema de Sundance el 21 de gener de 2012, i a HBO el 25 de juny de 2012.
Va obtenir el diploma de no ficció del Premi Noves Visions al XLV Festival Internacional de Cinema Fantàstic de Catalunya.